# 죄와 벌
《죄와 벌》(罪와 罰, 러시아어: Преступление и наказание 프레스투플레니예 이 나카자니예[*], 문자 개혁 이전: Преступленіе и наказаніе)은 러시아 제국의 작가 표도르 도스토옙스키의 장편소설이다. 1866년 1월부터 12월까지 《러시아 통보》에 연재되었고, 1867년에 단행본으로 초판이 출판되었다. 세계 문학의 가장 위대한 작품 중 하나로 자주 언급된다.
가난에 찌든 대학생이 초인 사상에 빠져 살인을 저지르고 그 후에 겪게 되는 심리적 압박감과 죄책감을 날카롭게 묘사하고 있고 그 후 매춘부를 통해 알게 되는 깨달음으로 그 당시 인간의 내면과 본질을 비판, 방법을 제시하고 있다.

## 줄거리

### 1부
주인공인 라스콜니코프는 서구적인 합리주의자·무신론자이다. 빈곤에 허덕이고 고독에 짓눌린 그는 한결같이 추상적 사색에 몰두한다. 그의 예리한 지성은 이 고독의 사색에서 전인미답의 독창적 이론－초인사상－을 체계화시킨다. 그의 이론에 의하면 인류는 ‘나폴레옹’과 ‘이’로 분류된다. 즉 선악을 초월하고 나아가서 스스로가 바로 법률이나 다름없는 비범하고 강력한 소수인간과 인습적 모랄에 얽매이는 약하고 평범한 다수인간으로 분류된다. 그는 자신이 전자에 속하는 것으로 확신하고 그것을 입증하기 위해 한 마리의 이에 불과한 무자비한 고리대금업자인 노파를 죽인다. 우연히 범죄 현장을 발견한 그녀의 이복 여동생 리자베타도 죽인다. 자신의 행동에 충격을 받은 그는 몇 개의 물건과 작은 지갑만 훔치고, 노파의 재산 대부분은 그대로 둔다. 순전히 행운으로 인해 건물을 탈출하여 발각되지 않은 채 자신의 방으로 돌아간다.

### 2부
열이 나고 정신이 혼미한 상태에서 라스콜니코프는 훔친 물건들을 숨기고 지쳐서 잠이 든다. 다음 날 아침 경찰서에 소환되었을 때 크게 놀라나, 알고 보니 이는 집주인의 채무 통지 때문이었다. 경찰관들이 살인에 대해 이야기하기 시작하자 그는 기절한다. 수색을 두려워해 훔친 물건들을 빈 마당의 큰 바위 밑에 숨긴다. 오랜 대학 친구인 라주미힌을 방문하고, 그는 라스콜니코프가 심각하게 아픈 것 같다고 관찰한다.
방에 들어간 라스콜니코프는 소파에 앉아있는 어머니와 여동생을 보고 큰 충격을 받는다. 그들은 이제 막 페테르부르크에 도착해서 그를 보고 황홀해하지만, 그는 말을 하지 못하고 기절한다.

### 3부
라스콜니코프는 두냐에게 루쥔과 헤어질 것을 요구하지만, 그녀는 자신의 결혼 동기를 격렬하게 변호한다. 라스콜니코바 부인은 루쥔으로부터 아들이 그들 사이의 향후 모임에 참석하지 말 것을 요구하는 쪽지를 받는다. 두냐는 루쥔과 오빠가 모두 참석하는 회의를 반드시 열기로 결정하고, 라스콜니코프는 그날 저녁 라주미힌과 함께 참석하기로 동의한다.

### 4부
스비드리가일로프는 더 이상 두냐에게 관심이 없다고 주장하지만, 그녀가 루쥔과 결혼하는 것을 막고 싶어하고, 그녀에게 만 루블을 제안한다. 라스콜니코프는 그녀를 대신해 돈을 거절하고 만남 주선을 거부한다. 스비드리가일로프는 그의 아내가 유언장에 3천 루블을 남겼다고 언급한다.
라스콜니코프가 편지의 험담을 지적하자 루쥔은 무모해지며 진짜 성격을 드러낸다. 두냐는 그에게 떠나고 다시는 돌아오지 말라고 말한다. 자유와 상당한 자본을 가지게 된 그들은 신나게 미래에 대한 계획을 논의하기 시작하지만, 라스콜니코프는 갑자기 일어나서 그들을 보는 것이 마지막일지도 모른다고 말하고 떠난다.
라스콜니코프는 소냐의 집으로 이동한다. 그는 떠날 때 그녀에게 내일 다시 와서 리자베타를 죽인 사람이 누구인지 알려줄 것이라고 말한다.
라스콜니코프가 심문을 위해 출석했을 때 포르피리는 직접적으로 죄를 묻지 않고 다시 암시적이고 도발적이며 모순적인 수다를 떤다. 경악하는 그들 앞으로 미콜카는 큰 소리로 살인을 자백한다. 포르피리는 자백을 믿지 않지만 라스콜니코프를 보내준다.

### 5부
라스콜니코프는 카체리나 이바노브나의 아파트에서 열린 마르멜라도프의 장례식 후 연회에 참석한다. 연회가 아수라장이 되던 중 루쥔이 갑작스럽고 당당하게 등장한다. 그는 소냐가 자신을 방문했을 때 그의 아파트에서 100루블짜리 지폐가 사라졌음을 단호하게 알린다. 소냐는 두려움에 떨며 돈을 훔친 것을 부인하지만, 루쥔은 비난을 계속하며 누군가 그녀를 수색할 것을 요구한다. 그러나 그의 룸메이트인 레베쟈트니코프는 소냐가 그의 아파트에서 나갈 때 루쥔이 몰래 돈을 그녀의 주머니에 넣는 것을 보았다고 주장한다.
라스콜니코프는 소냐의 방에서 자신이 노파와 리자베타를 살인했다고 고백한다. 그는 상황을 이해하지 못하는 소냐에게 범죄의 추상적인 동기를 설명하려고 고통스럽게 노력한다. 이후 레베쟈트니코프가 나타나 집주인이 카체리나 이바노브나를 쫓아냈으며 그녀가 미쳐버렸다고 말한다. 그들은 그녀를 소냐의 방으로 옮기는데, 그녀는 정신이 혼란해 난폭하게 굴다가 죽는다. 한편 스비드리가일로프는 소냐의 옆집에 살면서 라스콜니코프의 살인 고백을 모두 엿듣는다.

### 6부
포르피리는 자신의 이전 행동에 대해 진심으로 사과하고 그 이유를 설명하려고 한다. 그러나 그의 바뀐 태도는 라스콜니코프에 대한 진정한 존경심에서 비롯된 것이며, 그가 정말로 살인자라고 확신한다. 그는 곧 라스콜니코프를 체포할 것이라고 주장하지만, 그에게 자기 자신을 위해 자백할 것을 촉구한다.
두냐는 스비드리가일로프에게 다가가 그가 보낸 오빠의 '비밀'에 대한 편지의 의미를 알려달라고 요구한다. 그녀는 마지못해 그의 방으로 동행하고, 그곳에서 그는 우연히 들은 것을 밝히고 그녀를 그의 욕망에 굴복시키기 위해 그것을 사용하려고 한다. 그러나 그녀는 총을 가지고 있었고, 그를 향해 총을 발사하나 빗나간다. 그녀는 결국 총을 옆으로 던져버리지만, 그녀의 그에 대한 증오심에 짓눌린 스비드리가일로프는 그녀에게 떠나라고 말한다. 그는 비참한 호텔에서 하룻밤을 보내고 다음날 아침 공공장소에서 자살한다.
라스콜니코프는 두냐에게 살인을 자백하기 위해 경찰에 갈 것이라고 말한다. 그는 경찰서에서 거의 마음을 바꾸어 건물을 떠난다. 그러나 절망에 빠져 자신을 바라보는 소냐를 보게 된 후, 다시 돌아가 살인에 대해 온전하고 솔직한 고백을 한다.

### 에필로그
이미 다른 사람이 자백한 상황에서 그의 자백이 완전한 탓에 라스콜니코프는 8년형만 선고받는다. 두냐와 라주미힌은 결혼해 시베리아로 이주할 계획을 세우지만, 라스콜니코프의 어머니는 병에 걸려 죽게 된다. 소냐는 라스콜니코프를 따라 시베리아로 향하지만, 그는 자신의 범죄에 대한 도덕적 책임을 인정하기 위해 고군분투하고 있어 처음에 그녀에게 적대적이다. 감옥에서 시간이 흐른 뒤에야 소냐의 애정 어린 영향 아래 그의 구원과 도덕적 재생이 시작된다.

## 주요 등장인물
라스콜니코프(로지온 로마노비치)는 주동인물로, 소설은 주로 그의 시점에 초점을 맞추고 있다. 차갑고, 무관심하고, 반사회적이지만 다른 한편으로는 놀라울 정도로 따뜻하고 동정심이 많다.
소냐(소피야 세묘노브나 마르멜라도바)는 라스콜니코프가 소설 초반 선술집에서 만나는 술꾼 세묜 자하로비치 마르멜라도프의 딸이다. 가족을 돕기 위해 강제로 성매매를 했음에도 불구하고 흔히 자기희생적이고 수줍음이 많고 순진한 사람으로 묘사된다.
라주미힌(드미트리 프로코피이치)은 라스콜니코프의 충실한 친구이자 휴학 중인 법대생이다. 라스콜니코프의 지성과 성품에 감탄해 다른 사람들의 의심을 믿지 않으며 항상 그를 지지한다.
두냐(아브도치야 로마노브나 라스콜니코바)는 라스콜니코프의 아름답고 의지가 강한 여동생으로, 가정교사로 일하고 있다. 상트페테르부르크에서 루쥔과 스비드리가일로프의 손아귀에서 벗어나 나중에 라주미힌과 결혼한다.
루쥔(표트르 페트로비치)은 소설 초반에 두냐와 약혼한 부유한 변호사이다. 라스콜니코프의 가족과의 관계를 해치기 위해 소냐를 도둑이라고 거짓으로 비난한다.
스비드리가일로프(아르카지 이바노비치)는 타락하고 부유한 두냐의 전 고용주이자 추종자이다. 라스콜니코프가 소냐에게 고백하는 것을 엿듣고 이를 이용해 두냐와 라스콜니코프를 괴롭히지만 경찰에 신고하지 않는다.
포르피리 페트로비치는 리자베타와 알료나 이바노브나의 살인을 담당한 수사부장으로, 소냐와 함께 라스콜니코프에게 자백하라고 권유한다. 그러나 소냐와 달리 심리적 수단을 통해 변덕스러운 그를 혼란시키고 자극해 자발적이거나 비자발적인 고백을 유도한다.

## 주제

### 허무주의, 합리주의, 공리주의
도스토옙스키가 카트코프에게 보낸 편지는 그의 직접적인 영감을 드러낸다. 그것은 허무주의 운동에서 비롯된 사악한 결과에 대항하려는 열망이다.
라스콜니코프는 그러한 이상에 포함된 잠재적인 위험의 예시이다. 조셉 프랭크는 "그의 성격이 지닌 도덕적·심리학적 특성은 본능적인 친절, 공감, 동정과 순종적인 무리에 대한 경멸로 변질된 거만하고 이상주의적인 이기주의 사이의 자가당착을 통합시킨다"고 적었다. 소설의 첫 부분에서 라스콜니코프의 내적 갈등은 계획한 범죄에 대한 공리주의적·이타주의적 정당화라는 결과를 낳는다. 인간의 고통을 완화하기 위해 비참하고 "쓸데없는" 늙은 고리대금업자를 죽이는 것은 어떨까? 도스토옙스키는 이러한 공리주의적인 추론 방식이 널리 보급되고 일상화되었다는 것을 보여주고 싶어했다. 그것은 결코 라스콜니코프의 고통스럽고 무질서한 정신의 유일한 발명이 아니었다.

### 상트페테르부르크의 환경
도스토옙스키는 도시 생활과 이미지의 상징적 가능성을 처음으로 인식한 사람들 중 하나이다. 에브닌은 《죄와 벌》을 "클라이맥스의 순간이 더러운 주막, 거리, 가난한 사람들의 음울한 뒷방에서 일어나는" 첫 유명 러시아 소설로 간주한다.
도널드 팽어는 "놀라울 정도로 구체적으로 표현된 진짜 도시는 그 분위기가 라스콜니코프의 상태에 반응하고 그것을 거의 상징한다는 점에서 정신의 도시이기도 하다"고 주장했다.
도스토옙스키는 페테르부르크를 묘사하면서 라스콜니코프의 눈앞에 스쳐가는 추악함과 인간의 비참함을 강조한다. 그는 라스콜니코프와 마르멜라도프의 만남을 이용하여 라스콜니코프의 신념의 비정함과 그에 대항하는 대안적 가치를 미리 밝힌다.

## 평가
《러시아 통보》 1월호와 2월호에 실린 소설의 1부는 대중적으로 성공했다. 니콜라이 스트라코프는 소설이 1866년의 문학 센세이션이었다고 회고했다.
소설은 곧 자유주의적이고 급진적인 비평가들의 관심을 끌었다. 옐리세예프는 러시아의 학생 단체들을 변호하며 "학생이 도둑질을 위해 살인을 저지른 적이 있나?"라고 질문했다.
실존주의자 장폴 사르트르와 알베르 카뮈는 도스토옙스키에게 영향을 받았다.

## 한국어 번역
- 김연경 (2012)

## 각색
- 죄와 벌 (1983년 영화)